# 當弗坦作戰
當佛坦作戰是由阿道夫·希特勒提出的，在第二次世界大戰中德軍用坦克攻佔莫斯科的行動代號，當佛坦是英國撒克遜民族的一個神的名字。

## 历史
該行動被定於1941年9月29日由德國南方集團軍發起，及預計少於8個星期內完成，8月29日，德意志國防軍最高統帥部公佈行動細節，行動開始後因受到由謝苗·布瓊尼及謝苗·康斯坦丁諾維奇·鐵木辛哥的反擊而進展緩慢，但海因茨·古德里安的裝甲部隊將蘇軍擊潰於奧廖爾及庫爾斯克之間，做成一條空隙給由保羅·路德維希·埃瓦爾德·馮·克萊斯特指揮的德國第1裝甲軍團推進，他們原本沿利佩茨克—卡西莫夫—高尔基方向發起主要進攻，但後來克萊斯特改變了進攻方向，不過德軍因而面對一些困難如傷亡增加及嚴寒天氣，因而給予蘇軍在短時間內發起反攻的機會。